# Hecate (artista)
Hecate es el nombre artístico de Rachael Kozak, cantante estadounidense de black metal y música electrónica radicada en Berlín, Alemania.

## Carrera
Kozak nació en Detroit, Michigan; tomó su nombre de la diosa de la mitología griega Hécate, y usa la sexualidad como uno de los tópicos fundamentales en su música, por ejemplo en canciones como "Hecate Jacks off the Jackal" o "The Magick of Female Ejaculation" (Hecate masturba al chacal, la magia de la eyaculación femenina).
Con una buena cantidad de producciones en su haber, Kozak se ha convertido en una figura importante en el ámbito más extremo de la música electrónica europea, siendo especialmente destacable por su participación en el álbum Nymphomatriarch con Venetian Snares (Aaron Funk), disco de música electrónica de 2003 que contiene audio sampleado de ambos (pareja en ese entonces) teniendo sexo.
Desde los años 90 Kozak dirige su propio sello discográfico Zhark International, y además de Venetian Snares, ha colaborado con nombres como Lustmord, Abelcain, Christoph Fringeli, Michael Ford (del proyecto black metal estadounidense Black Funeral) o el grupo austríaco Belphegor.
En 2008 realizó un EP homónimo con su grupo black metal/ambient Treachery.

## Discografía
Álbumes
- The Magick of Female Ejaculation (2001)
- Ascension Chamber (2004)
- Seven Veils of Silence (2004)
- Wholesale Massacre of All Identifiable Replicas (2006)
- Brew Hideous (2006)

Con Treachery
- Treachery (EP, 2008)